# Mažún
Mažún je marocká cukrovinka. Některé její varianty obsahují konopí, mažún z města Tetuán je marmeládou ovoněnou agarovým dřevem a ambrou.
Magazín VICE přisuzuje mažúnu, který také označuje jako hash jam (hašišový džem) původ v době vlády dynastie Idrísů (788-974). Recept kromě hašiše máslo, ořechy (pistácie, kešu, mandle), fíky, datle, med, růžovou vodu a koření (kurkuma, kardamom, zázvor, pepř a skořici).
Mažún patřil k drogám, které inspirovaly amerického spisovatele Williama Burroughse, který pobýval v marockém Tangeru, při psaní jeho románu Nahý oběd. O mažúnu s konopím se zmiňuje také americká kuchařka Paula Wolfert. V mažúnu může mít původ česká cukrovinka marokánky, které se kromě marockého původu přisuzuje i to, že původně měla původně obsahovat hašiš. Předobrazem marokánek ale také mohou být sušenky zvané florentýnky, jejichž původ nejspíše leží ve Francii.